# Snap (música)
Snap es un subgénero del hip-hop que está emergiendo desde Atlanta, Georgia, Estados Unidos. 
Cercano al Dirty South, el snap se caracteriza por chasquear los dedos al ritmo de la música, por utilizar producciones que suelen resultar facilonas y con bajos de un tempo. 
Inventada para bailar especialmente en clubs, hoy en día continúa la polémica sobre su origen: Dem Franchize Boyz, D4L y el productor Mr. Collipark se autoproclaman los fundadores del subgénero.

## Ejemplos
Algunos ejemplos de canciones de snap music son:
- "I Think They Like Me" - Dem Franchize Boyz
- "Laffy Taffy" - D4L
- "What's Hannenin" - Trap Squad
- "Betcha Can't Do It Like Me" - D4L
- "Lean Wit It, Rock Wit It" - Dem Franchize Boyz
- "Do It Like Me Baby" - D4L
- "Do It To It" - Cherish
- "Play" - David Banner
- [Wait (The Whisper Song)" - Ying Yang Twins
- "Snap Ya Fingaz" - Lil Jon
- "Wuz Up!" - Bo Hagon
- "Yah Dig" - Young Jeezy (Gangsta Snap Music)
- "Ya Lil (Al Anisa Farah)" - Ramage